# Radu Vodă (okręg Călărași)
Radu Vodă – wieś w Rumunii, w okręgu Călărași, w gminie Lupșanu. W 2011 roku liczyła 1334 mieszkańców.